# 華安県

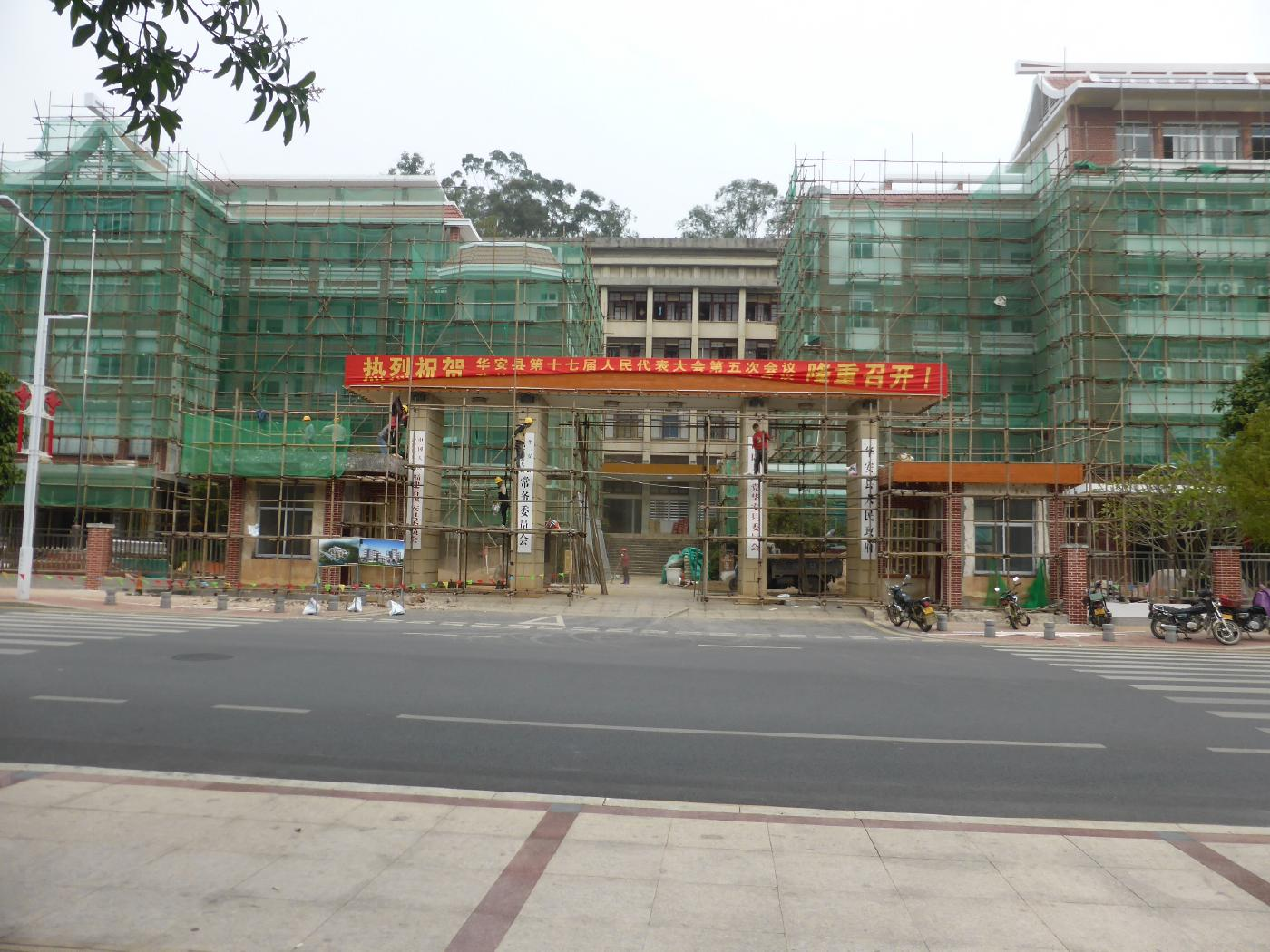
華安県人民政府

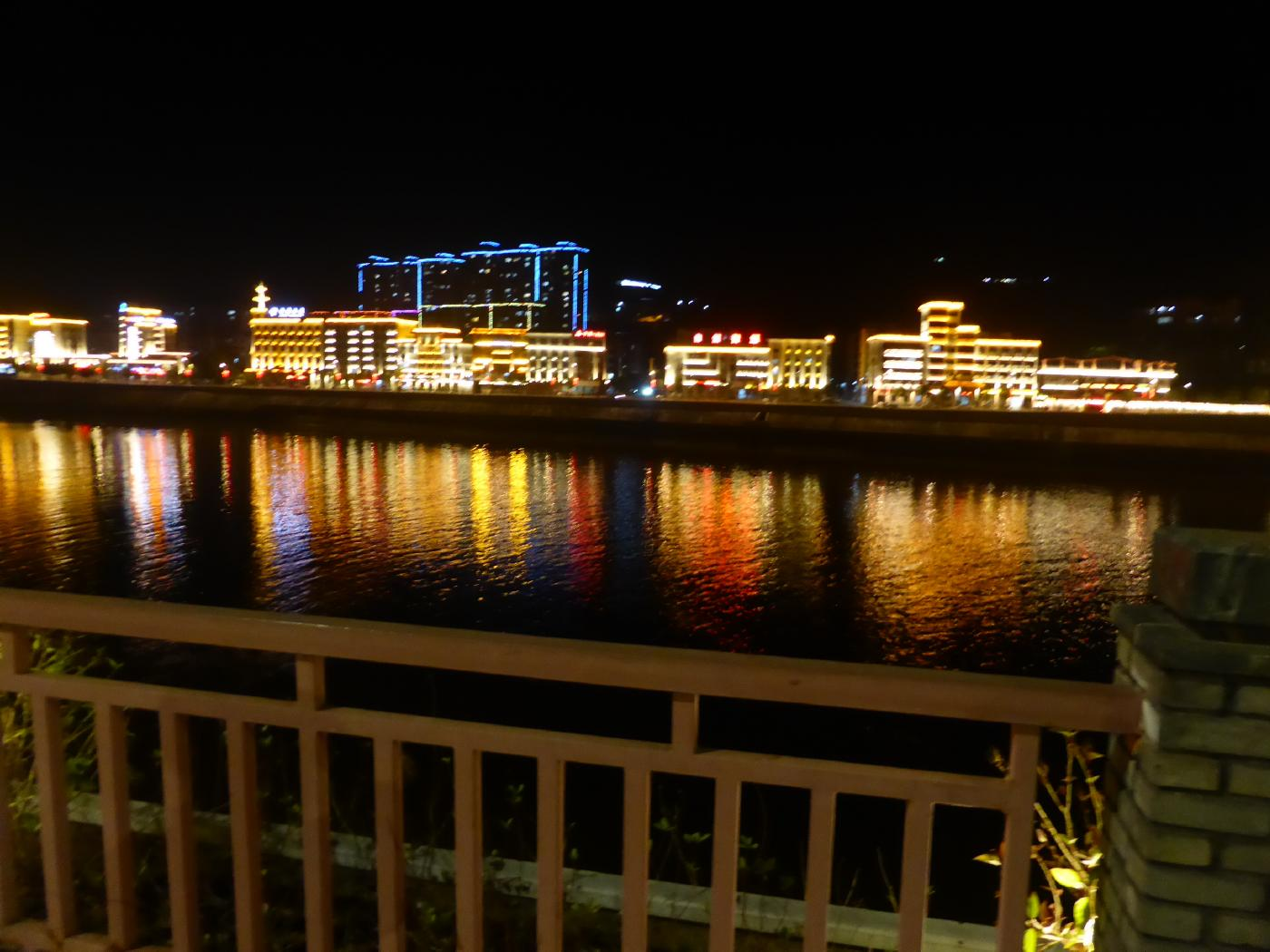
九龍江の南側から官庁が並ぶ北側の夜景を望む

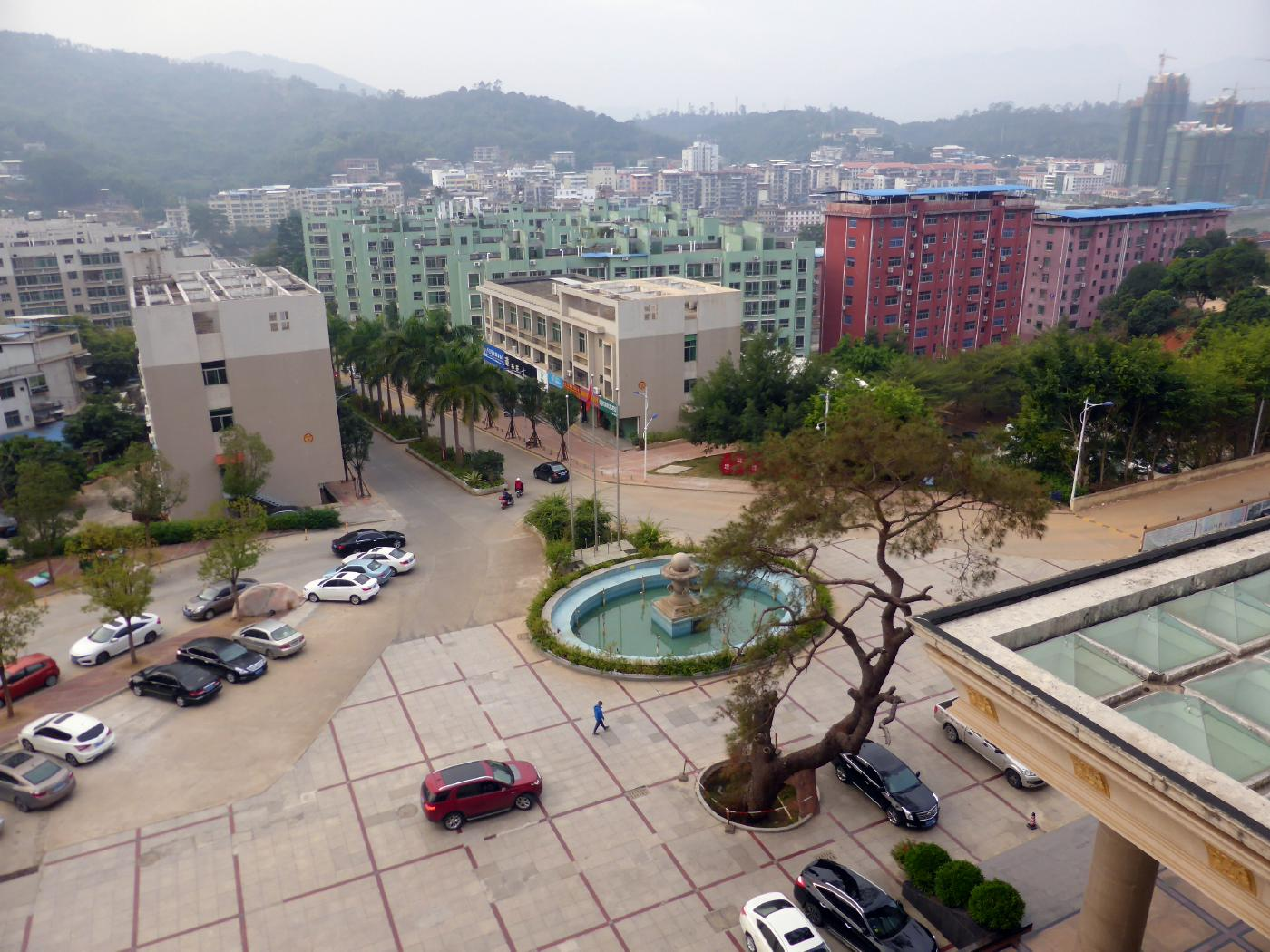
華安大酒店から見る住宅街

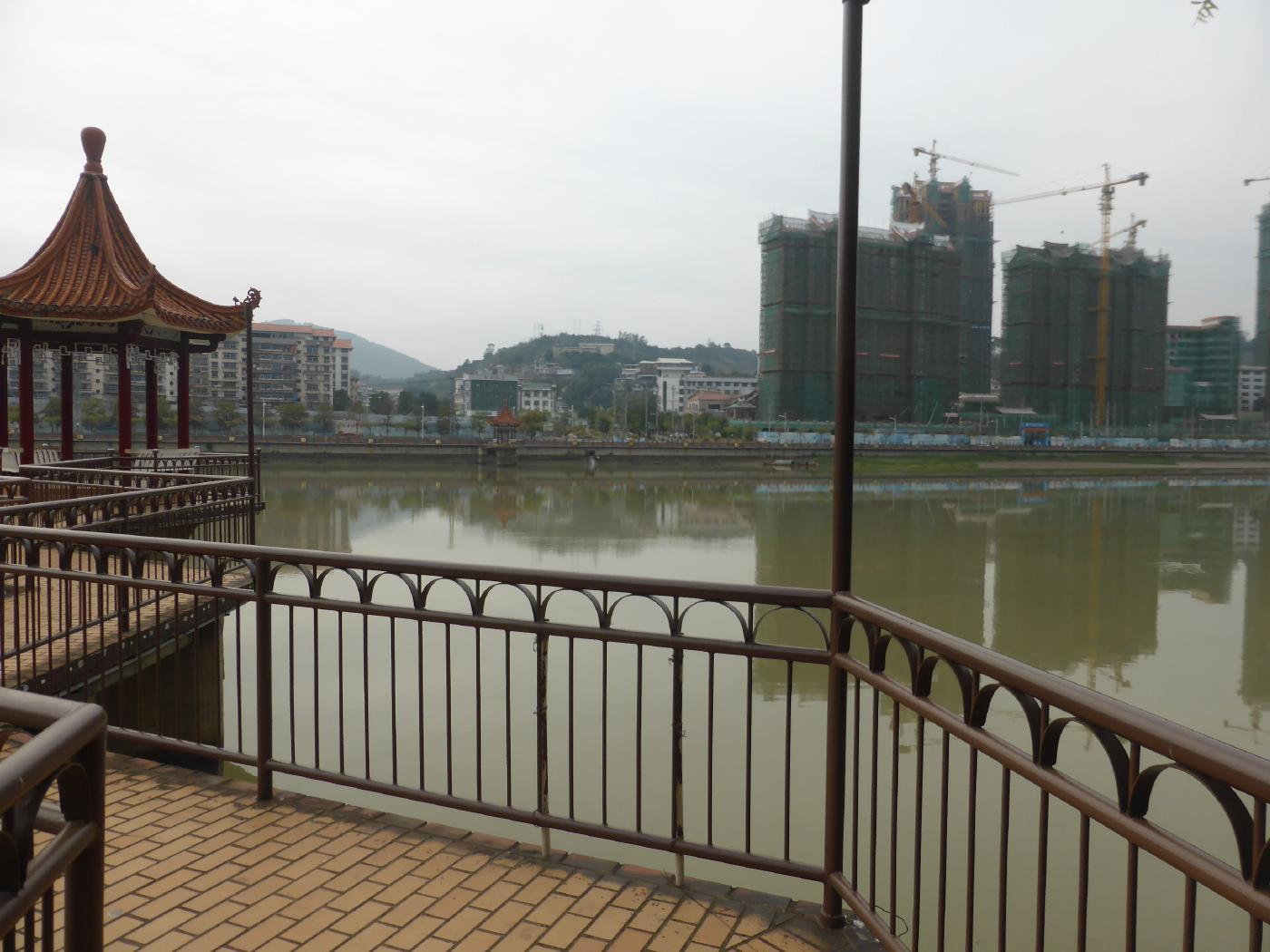
九龍江北側から南側を望む

華安県（かあん-けん）は中華人民共和国福建省に位置する省直轄の県であり、しばらくの間、漳州市の代理管轄下に置かれている。

## 地理
華安県は九竜江の中流域に在り、北緯24度38分から25度12分、東経117度16分から117度42分の間に在る。県の70%が森林地帯。華豊鎮に県政府がある。最高峰は同県西部、南靖県との県境にある金面山で1,343 m。2番目に高い標高は同県東部、安渓県との県境にある高頂山の1,180 m。

## 歴史
1928年5月に華安県が設置され、1985年に漳州市配下の行政区となった。

## 行政区画
下部に6鎮、3郷を管轄する
- 鎮
  - 華豊鎮、豊山鎮、沙建鎮、新圩鎮、高安鎮、仙都鎮
- 郷
  - 高車郷、馬坑郷、湖林郷

## 交通

### 鉄道
- 華安駅 - 鷹廈線の駅で現在は貨物専用。乗客の利用は不可。

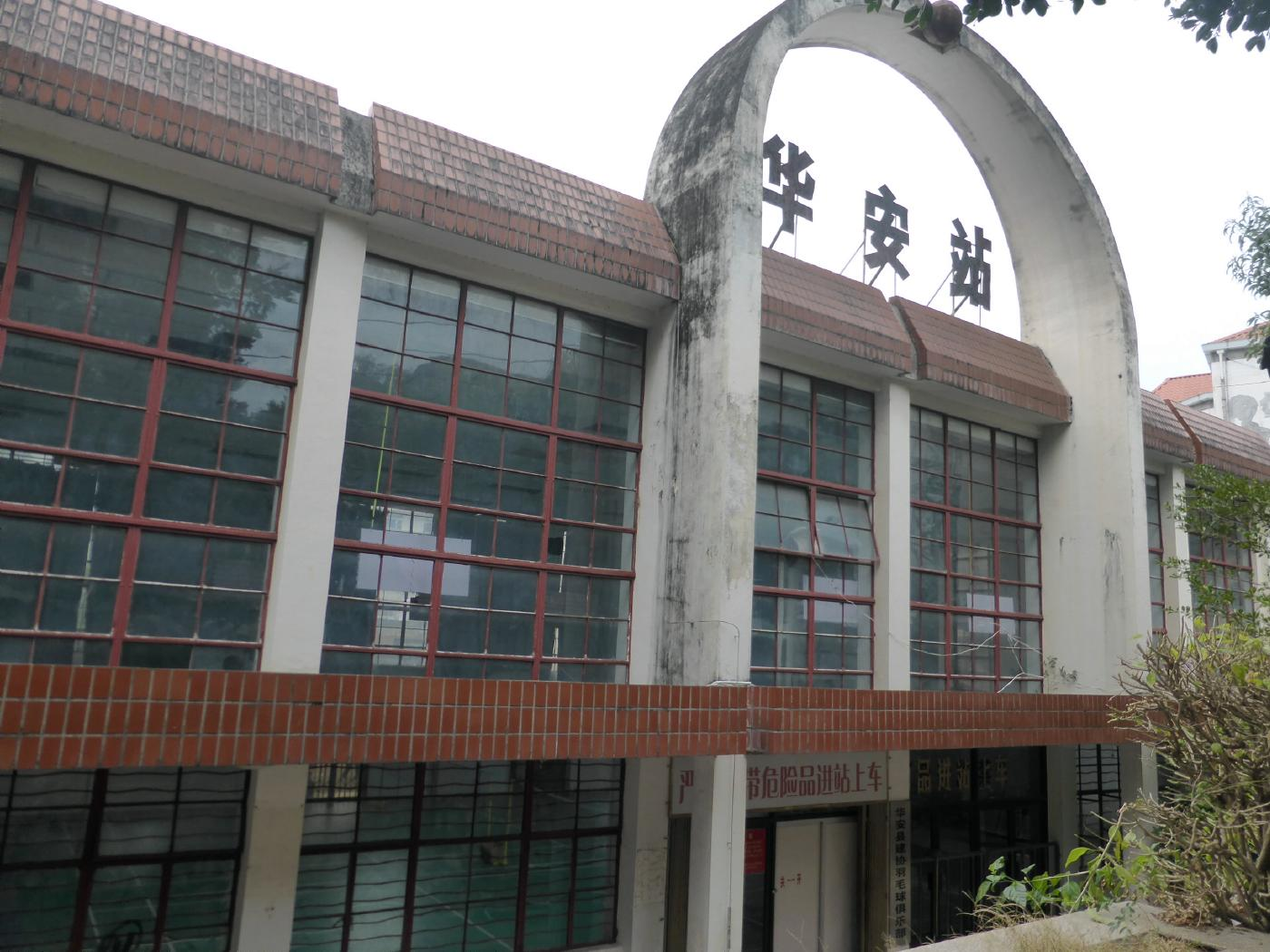
華安駅正面口
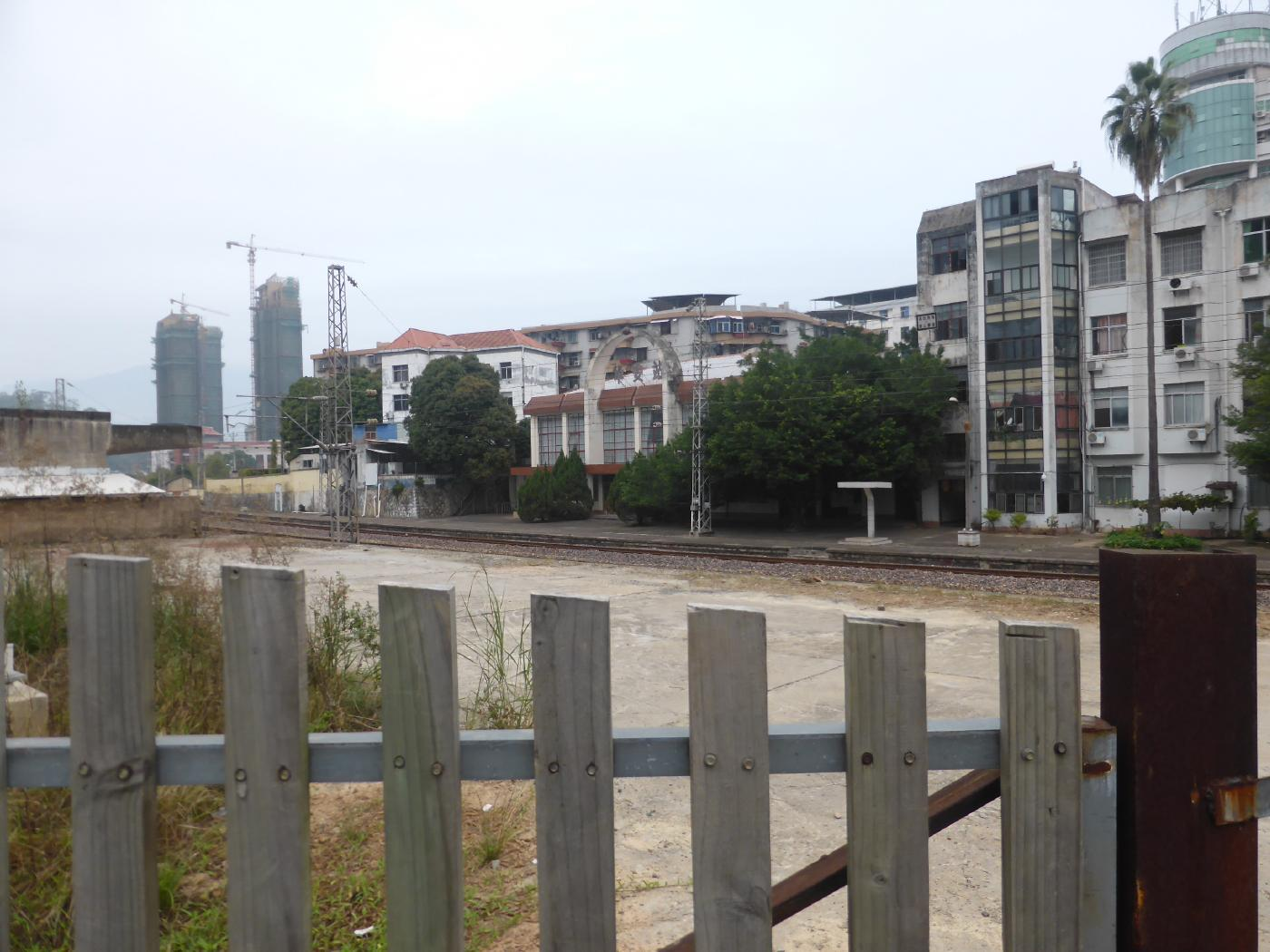
駅舎反対側から見た華安駅
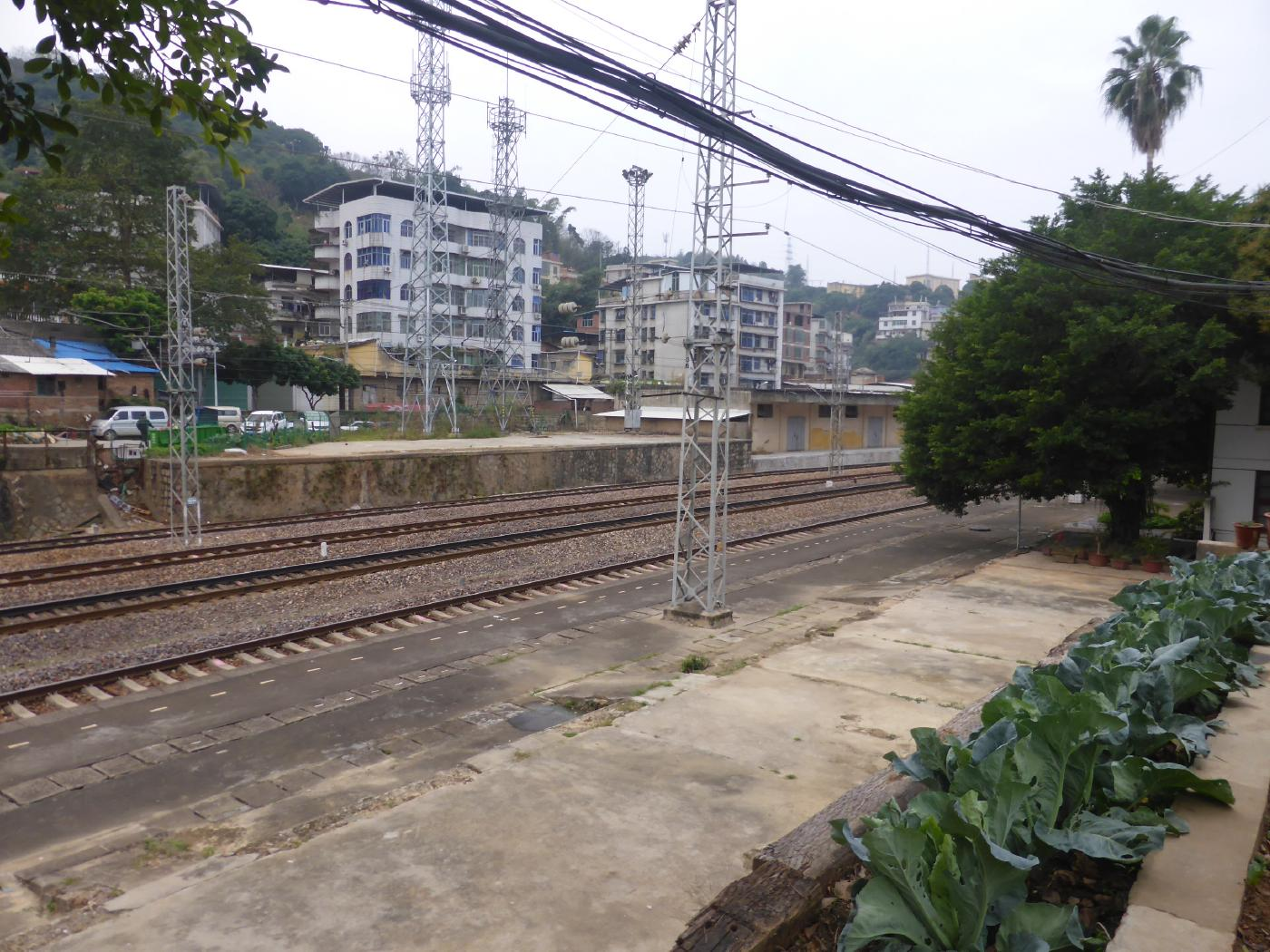
駅舎の線路反対側は倉庫

### バス
- 華安汽車站 - 漳州中心汽車站よりバス運行。豊山鎮の一部へは漳州市の浦林行き4路バスも利用可能。

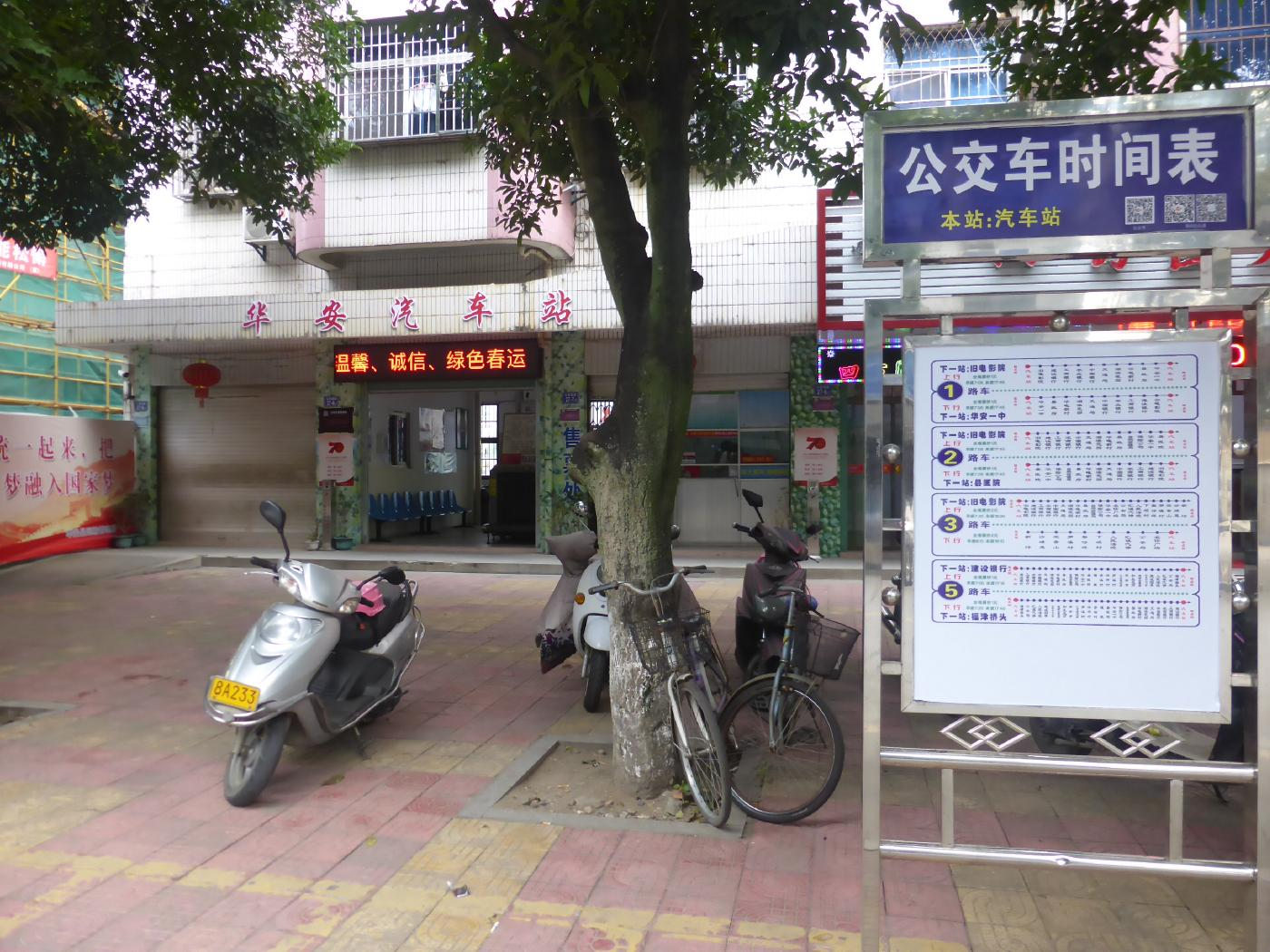
華安バス停
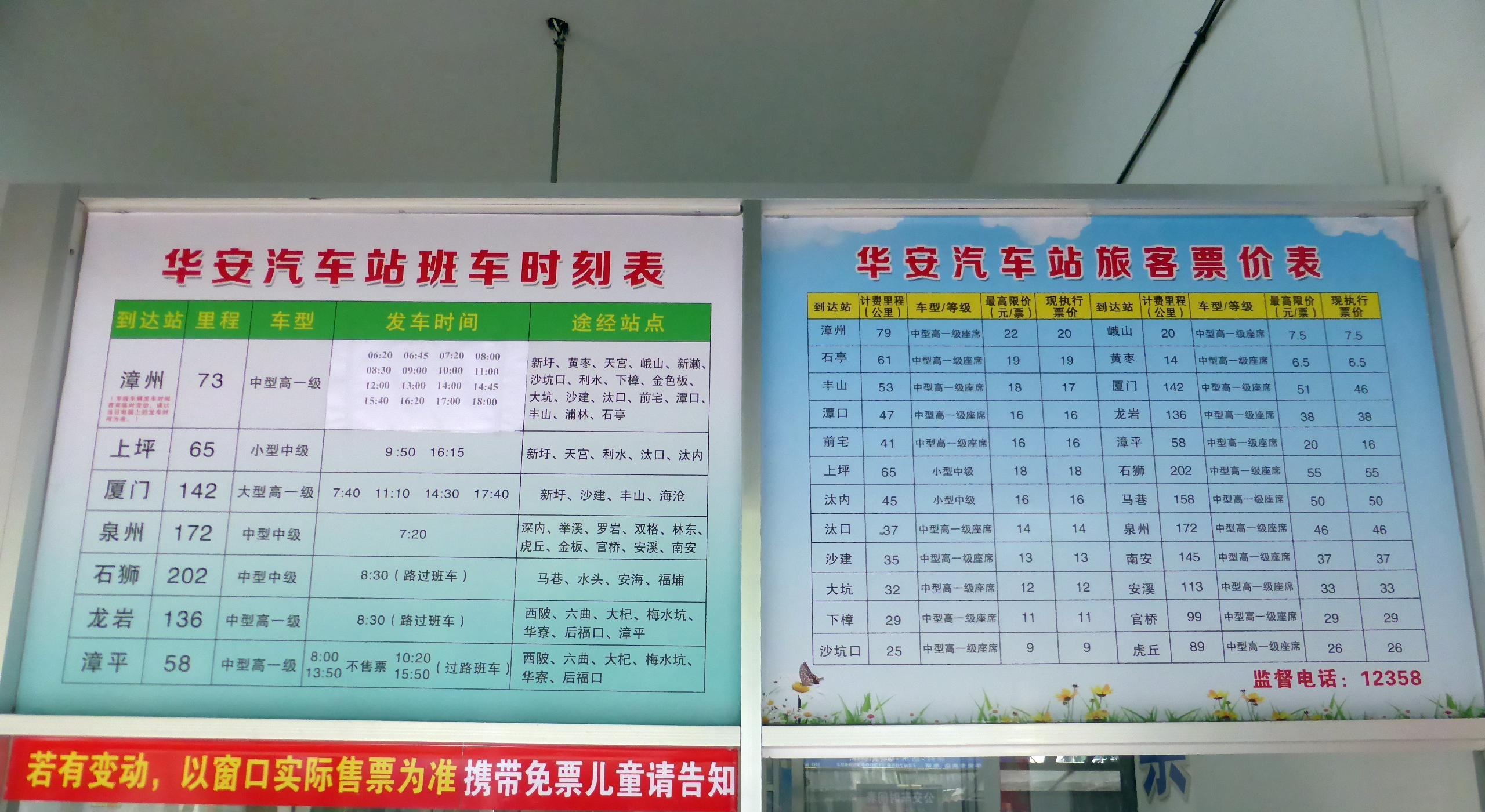
華安バス停の中距離時刻表

### 道路
- 高速道路
  -  廈蓉高速道路
  -  永漳高速道路（中国語版）
- 国道
  - G358国道（中国語版）

## 特産品
- 農産品 - 文旦、筍、茶
- 鉱物 - 華安玉、花崗岩、石英石

## 文化
- 高山族拉手舞 - 国家級非物質文化遺産（無形文化財）

## 観光
- 二宜楼 - 仙都鎮。1740年から約30年の建設期間を経て完成。4階は外壁と部屋との間に隠し通路があり一周可能な構造で堅牢。
- 南陽楼、東陽楼 - 二宜楼に隣接しており、これら土楼は大地土楼群（華安土楼）と呼ばれている。
- 斉雲楼 - 沙建鎮上坪村岱内。現存最古の円楼で1590年建築。2度破壊されたが基底部の石組みは当時のものである。
- 仙字潭 - 沙建鎮。九龍江の支流である汰内渓沿いにあり、別称・仙字潭摩崖石刻ともいう。
- 昇平楼 - 沙建鎮上坪村宝山。層石造りの建築。1601年建設。大門の他に小門もありその隣に外からは見えない戦闘用の銃穴がある。

## 言語
- 主に閩南語が話されている。